# Käringsjön (Tännäs socken, Härjedalen)
Käringsjön är en sjö i Härjedalens kommun i Härjedalen och ingår i Göta älvs huvudavrinningsområde. Sjön har en area på 0,7 kvadratkilometer och ligger 777 meter över havet. Käringsjön ligger i Rogen Natura 2000-område.

## Delavrinningsområde
Käringsjön ingår i det delavrinningsområde (691990-132697) som SMHI kallar för Utloppet av Käringsjön. Medelhöjden är 791 meter över havet och ytan är 3 kvadratkilometer. Räknas de 6 avrinningsområdena uppströms in blir den ackumulerade arean 7,35 kvadratkilometer. Vattendraget som avvattnar avrinningsområdet har biflödesordning 3, vilket innebär att vattnet flödar genom totalt 3 vattendrag innan det når havet efter 721 kilometer. Avrinningsområdet består mestadels av skog (74 procent). Avrinningsområdet har 0,7 kvadratkilometer vattenytor vilket ger det en sjöprocent på 23,4 procent.